# Alice Englert
Alice Allegra Campion Englert (Sydney, 15 giugno 1994) è un'attrice australiana, conosciuta soprattutto per i ruoli di Rosa nel film Ginger & Rosa e di Lena Duchannes nel film Beautiful Creatures - La sedicesima luna.

## Biografia
È figlia della regista e produttrice neozelandese Jane Campion e del produttore australiano Colin David Englert. Durante l'infanzia si trasferisce a Sydney e in tutte le altre località nelle quali sua madre lavora. Spiega:
(Alice Englert)
Frequenta scuole a New York, Londra, Nuova Zelanda, Roma e in Australia, tra cui la Sibford School, un collegio in Oxfordshire, Inghilterra. I suoi genitori divorziano quando lei ha sette anni. Fa il suo debutto cinematografico ad otto anni in Listen. A dodici anni compare nel cortometraggio The Water Diary, diretto dalla madre. Lascia il liceo per intraprendere la carriera di attrice. La Englert prende parte al film d'avventura The Lovers, presentato al Festival di Cannes 2012. Nel 2012 ottiene il ruolo da protagonista in Ginger & Rosa, insieme ad Elle Fanning. Nel 2013 ottiene il ruolo principale nel film horror a basso budget In fear e nel film Beautiful Creatures - La sedicesima luna, basato sul romanzo di Kami Garcia e Margaret Stohl.

## Filmografia

### Cinema
- Listen, regia di Paula Maling (2001)
- The Water Diary, regia di Jane Campion (2006)
- Flame of the West, regia di Hannah Cowley (2008)
- 8 – cortometraggio The Water Diary, regia di Jane Campion (2008)
- Ginger & Rosa, regia di Sally Potter (2012)
- In fear, regia di Jeremy Lovering (2013)
- Beautiful Creatures - La sedicesima luna, regia di Richard LaGravenese (2013)
- The Lovers, regia di Roland Joffé (2013)
- La prova del serpente (Them That Follow), regia di Britt Poulton e Dan Madison Savage (2019)
- Il potere del cane (The Power of Dog), regia di Jane Campion (2021)
- Non sarai sola, regia di Goran Stolevski (2022)
- Bad Behaviour, regia di Alice Englert (2023)

### Televisione
- New Worlds, regia di Charles Martin – miniserie TV (2014)
- Jonathan Strange & Mr Norrell, regia di Toby Haynes – miniserie TV (2015)
- Top of the Lake - Il mistero del lago (Top of the Lake) – serie TV, 6 episodi (2017)
- Ratched – serie TV, 6 episodi (2020)
- The Serpent, regia di Tom Shankland e Hans Herbots – miniserie TV, 3 puntate (2021)
- Le relazioni pericolose (Dangerous Liaisons) – serie TV, 8 episodi (2022)

## Riconoscimenti
- 2012 – British Independent Film Awards[2]
  - Candidatura per la miglior attrice non protagonista per Ginger & Rosa
- 2013 – Teen Choice Awards
  - Candidatura alla miglior attrice in un film romantico per Beautiful Creatures - La sedicesima luna
  - Candidatura alla miglior performance "Breakout" per Beautiful Creatures – La sedicesima luna
- 2013 – Women Film Critics Circle[3]
  - Miglior cast per Ginger & Rosa
- 2016 – Festival internazionale del cinema di Berlino[4]
  - Candidatura al miglior cortometraggio "Generation Kplus" per The Boyfriend Game
- 2017 – St Kilda Short Film Festival[5]
  - Miglior sceneggiatura per The Boyfriend Game

## Doppiatrici italiane
Nelle versioni in italiano delle opere in cui ha recitato, Alice Englert è stata doppiata da:
- Joy Saltarelli in Beautiful Creatures - La sedicesima luna, Le relazioni pericolose
- Gea Riva in La prova del serpente
- Francesca Teresi in Ratched
- Giulia Santilli in The Serpent